# 横向运输
横向运输是指由于单侧光、重力或离心力等因素，在植物尖端如根尖、茎尖与胚芽鞘尖端等分裂旺盛的未成熟部位，生长素从尖端一侧到对侧运输的方式。横向运输是一种主动运输，通常发生在形态学上端，方向与形态学上下端垂直。目前的研究认为，植物的向光性、茎的背地性（负向地性） 是生长素的横向运输所致。

## 单侧光作用下的横向运输
生长素的横向梯度是导致植物向光运动的原因（即Cholodny–Went理论）。以茎尖向光性为例，Cholodny和Went以燕麦胚芽鞘为材料研究发现，在单侧光作用下，生长素向胚芽鞘的背光侧横向运输。然后生长素随着极性运输运往形态学下端，使得尖端下部生长素呈现背光侧多于向光侧的分布。根据生长素的两重性，高浓度生长素能够促进茎尖细胞的生长，从而使得背光侧细胞的生长量大于向光侧细胞，而形成向光弯曲，茎尖表现为向光生长。同理，横向运输也引起根的背光生长，对于根尖来说高浓度生长素抑制根尖细胞的生长，诱导根的负向光性反应。
也有学者例如习岗认为，植物在光照作用下的横向运输是温度梯度作用的结果。
向光反应的蓝光有效性表明类胡萝卜素与向光反应的密切关系, 类胡萝卜素释放的能量与IAA横向运输有关。单向照光, 向光面类胡萝卜素吸收的能量小部分用于光合作用, 大部分用于在向光面与背光面之间建立温度梯度, 从而导致小分子的IAA发生逆温度梯度的扩散, 产生向光弯曲。

## 重力作用下的横向运输
“淀粉—平衡石假说”（starch-statolith hypothesis）于1900年由G.Haberlandt和E.Nemee提出，是一种解释重力通过引发横向运输对植物生长进行调节的机制。这种假说认为，植物对重力的感受是通过体内一类富含“淀粉体”的细胞，即平衡石细胞来实现的。当重力方向发生改变时，平衡石细胞中的“淀粉体”就会沿着重力方向沉降，引起植物体内一系列信号分子的改变，如通过影响生长素的横向运输导致生长素沿着重力刺激的方向不对称分布，从而造成重力对植物生长的影响。
以根尖向重力性为例，根据淀粉-平衡石假说，在根尖竖直放置时，淀粉体会受重力而沉降，对平衡石细胞底部的内质网施加均等的压力，使运往根冠的生长素均匀地送往根尖伸长区，因此根尖直立生长。在根尖水平放置时，淀粉体沉降到近地侧，对该侧内质网压力增大，会使平衡石细胞的中轴细胞产生反应，使压力大的一侧向伸长区运输更多生长素，该过程中生长素表现为向近地侧横向运输。由于生长素的两重性，根比其他器官对生长素更为敏感，因此高浓度的生长素抑制近地侧根尖生长，较低浓度的生长素促进远地侧根尖生长，根尖表现为向地弯曲。同理，如果将茎水平放置或农作物发生倒伏，其生长素受重力作用而发生的从远地侧向近地侧的运输也属于横向运输。

## 离心力作用下的横向运输
假设将植株花盆固定在旋转的圆盘边缘，在惯性离心力的作用下，茎尖生长素沿花盆所在半径向外横向运输，外侧生长素浓度高于内侧。根据生长素的两重性，植株尖端表现为向着圆盘转轴方向弯曲。